# (1772) Gagarin
(1772) Gagarin ist ein Asteroid des Hauptgürtels, der am 6. Februar 1968 von der russischen Astronomin Ljudmila Iwanowna Tschernych am Krim-Observatorium in Nautschnyj entdeckt wurde. 
Benannt wurde er nach Juri Gagarin, dem ersten Mensch im Weltraum.